# Georgij Nyikolajevics Danyelija
Georgij Nyikolajevics Danyelija (Георгий Николаевич Данелия), Giorgi Danelia  (Tbiliszi, 1930. augusztus 25. – Moszkva, 2019. április 4.) szovjet-grúz filmrendező, forgatókönyvíró, színész, egyetemi tanár.

## Életpályája
Szülei: Meri Andjaparidze és Nikolay Daneliya voltak. Apja mélyépítő mérnök, anyja filmgyári rendezőasszisztens volt. 1943-ban gyermekszínészként kezdte pályáját. 1955-ben diplomázott a moszkvai építészeti főiskolán (1949-től). 1956-ban az épp akkor indult felsőfokú rendező-forgatókönyvíró szakra iratkozott be (Moszfilm Stúdió), ahol 1959-ben diplomázott. Itt Szergej Ioszifovics Jutkevics, Mihail Iljics Romm, Juli Raizman és Mihail Konsztantyinovics Kalatozov tanítványa volt. 1958 óta a Moszfilm Stúdió munkatársa. 1960 óta filmrendező. 1975-1985 között az Össz-szövetségi Filmfőiskola tanára, és a Moszfilm Stúdió vezetője volt.

### Munkássága
Első normál terjedelmű alkotása, amelyet Igor Talankinnal készített, a Messzi utca (1960) volt Vera Panova Szerjozsa magyarul is megjelent regénye nyomán. Bemutatkozása méltán keltett feltűnést. Stílusát filmszerű látásmód, a gyermeklélek ismerete, célratörő, lenyűgöző egyszerűség, gyengéd líra jellemzi. Kiforrott egyéniségét mutatja a megkapó őszinteségű, fiatalos Moszkvai séta (1964), majd merőben új oldalát mutatta a kíméletlenül szatirikus, elképesztő ötletekkel teli Fogas kérdés (1965). Főként napjaink problémái foglalkoztatják. 1967-1970 között ő rendezte a Kanóc című rövidfilm-sorozatot.

## Magánélete
1951-1956 között Irina Ginzburg volt a felesége. 1957-1984 között Ljubov Szokolova (1921-2001) orosz színésznő volt a párja. 1984 óta Galina Danyelija-Jurkova (1944) orosz színész-rendezőnő a házastársa.

## Filmjei

### Filmrendezőként
- Ők is emberek (Tozhe ljugyi) (1959)[5]
- Messzi utca (Szerjozsa) (1960) (Igor Talankinnal, forgatókönyvíró és színész is)
- Út a kikötőbe (Puty k pricsalu) (1963)
- Moszkvai séta (1964)
- Fogas kérdés (Tridcaty tri (Nyenaucsnaja fantasztyika)) (1965) (forgatókönyvíró is)
- Ne búsulj! (1969)
- Huckleberry Finn és a csirkefogók (1973) (forgatókönyvíró is)
- Áfonya, a vagány (1975)
- Mimino (1977) (forgatókönyvíró és színész is)
- Őszi maraton (1979) (színész is)
- Könnycseppek (1983) (forgatókönyvíró és színész is)
- Kin-dza-dza! (1986)
- Az útlevél (1990) (forgatókönyvíró is)
- Násztya (1993) (forgatókönyvíró is)
- Fortuna (2000) (forgatókönyvíró is)
- Ku! Kin-dza-dza (2013) (forgatókönyvíró is)

### Forgatókönyvíróként
- A siker lovagjai (1971)
- Anna (2005)

### Színészként
- Vihar Grúziában (1943)

## Díjai
- Karlovy Vary-i nagydíj (1960) Messzi utca; (Серёжа – Szerjózsa)
- Mexikóvárosi nagydíj (1960) Messzi utca (Szerjózsa)
- Golden Globe-díj (1960) Messzi utca (Szerjózsa)
- Az OSZSZSZK népművésze (1974)
- Moszkvai Filmfesztivál nagydíja (1977) Mimino
- Vasziljev-díj (1978)
- San Sebastian-i nagydíj (1979) Őszi maraton (Осенний марафон)
- a Szovjetunió érdemes művésze (1980)
- Állami Díj (1981)
- Nyika-díj (1992) Az útlevél
- Nyika-díj – Életműdíj (2007)